# Audet
Audet je priimek več oseb:
- Lionel Audet, kanadski rimskokatoliški škof
- Michel Audet, politik in ekonomist
- René Audet, kanadski rimskokatoliški škof
- Sylvestre-Gérard Audet, francoski general